# Cochranella euknemos
Cochranella euknemos är en groddjursart som först beskrevs av Savage och Priscilla Hollister Starrett 1967.  Cochranella euknemos ingår i släktet Cochranella och familjen glasgrodor. IUCN kategoriserar arten globalt som livskraftig. Inga underarter finns listade i Catalogue of Life.